# 塔姆博夫卡 (梅利托波爾區)
46°55′49″N 35°27′11″E / 46.93028°N 35.45306°E

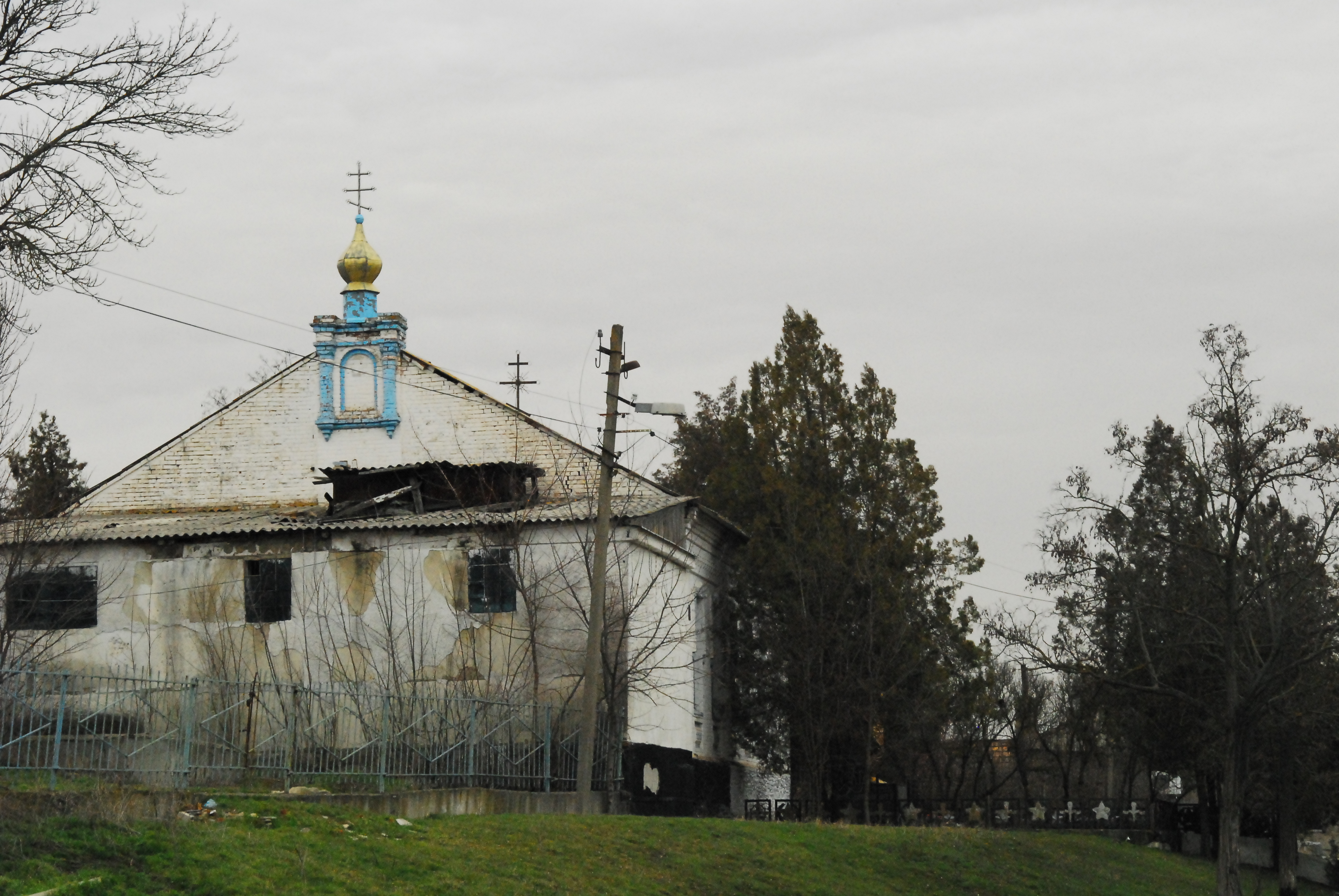

塔姆博夫卡（烏克蘭語：Тамбовка）是位於烏克蘭東南部的村莊，由扎波羅熱州梅利托波爾區的塞梅尼夫卡市鎮負責管轄。該村面積1.11平方公里，海拔高度20米，2001年人口368，人口密度每平方公里331.5人。